# سكيراء عديمة الأبواغ
سكيراء عديمة الأبواغ (الاسم العلمي:Schizosaccharomyces asporus) هو نوع من الفطريات يتبع جنس السكيراء من الفصيلة السكيراوية.